# منتخب أنغولا لكأس ديفيز
منتخب أنغولا لكأس ديفيز (بالبرتغالية: Equipa Angolana da Taça Davis‏) هو ممثل أنغولا الرسمي في كرة المضرب في كأس ديفيز.